# Besuchetostes besucheti
Besuchetostes besucheti is een keversoort uit de familie Hybosoridae. De wetenschappelijke naam van de soort is voor het eerst geldig gepubliceerd in 1972 door Paulian.